# Constitución de Croacia

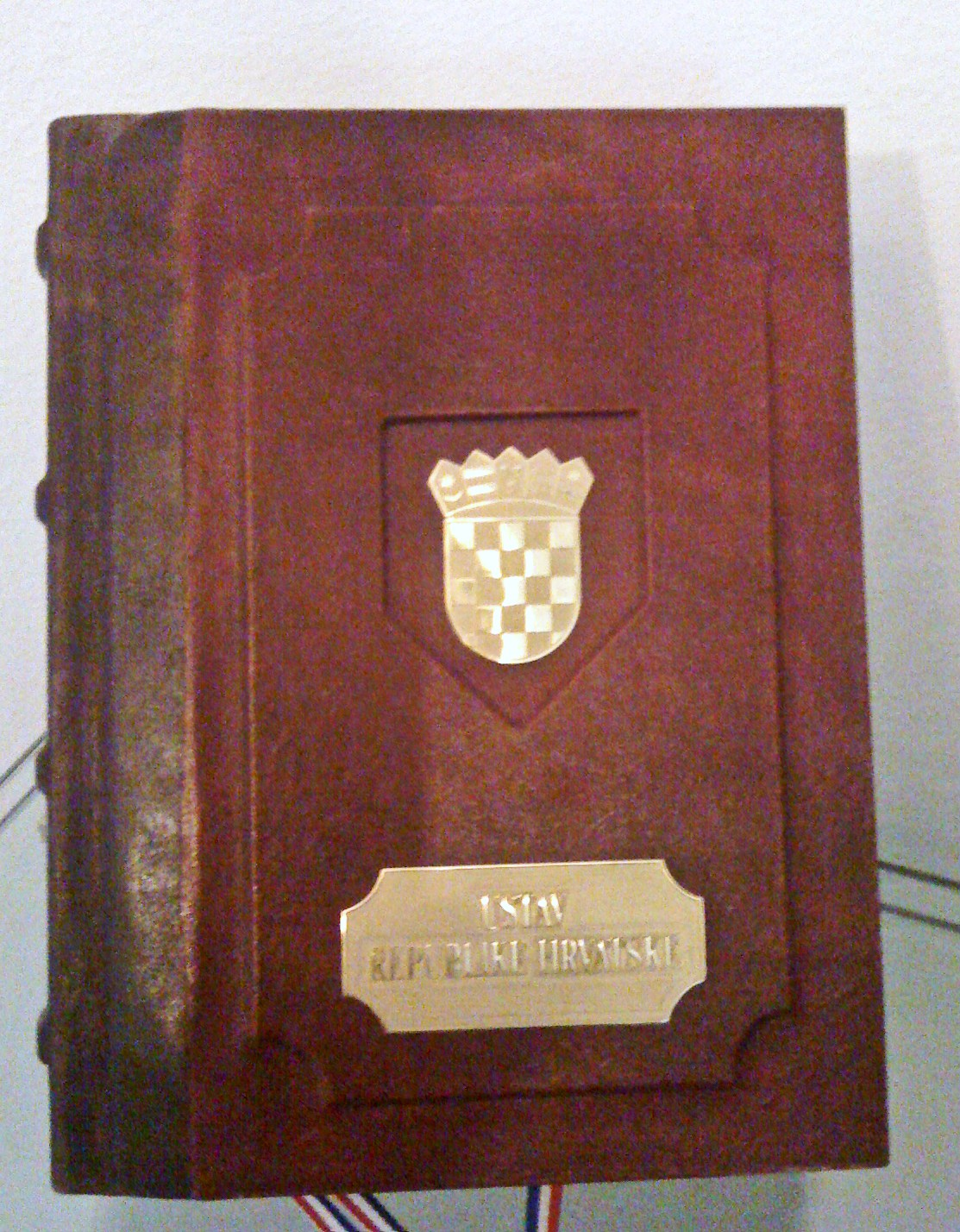
Ejemplar de la Constitución que se guarda en el gran salón del Palacio del Tribunal Constitucional y se utiliza para la juramentación del Presidente.

La actual Constitución de la República de Croacia (en croata: Ustav Republike Hrvatske) fue promulgada por el Parlamento croata en 1990.

## Historia
Mientras Croacia fue parte de la República Federativa Socialista de Yugoslavia, la República Socialista de Croacia tuvo su propia Constitución regida bajo la Constitución de Yugoslavia.
Tras las elecciones parlamentarias de 1990, el Parlamento realizó varios cambios constitucionales. El 22 de diciembre de 1990 fue eliminado el sistema comunista de un solo partido y el país adoptó una Constitución liberal democrática para Croacia, que se mantiene, con algunas modificaciones, hasta la actualidad. A la Constitución a veces se la llama Constitución de Navidad (Božićni ustav).
La Constitución se enmendó por primera vez en 1998. La Constitución de 1990 utilizó el modelo semipresidencialista de la Quinta República Francesa, con amplios poderes ejecutivos para el Presidente que comparte con el Gobierno.
En 2000 y en 2001, el Parlamento enmendó la Constitución para cambiar el parlamento bicameral histórico a uno unicameral y reduciendo los poderes del Presidente. La más reciente enmienda a la Constitución se realizó en el referéndum de 2013.

### Provisiones básicas
Este capítulo define a Croacia como un estado democrático, unitario y social indivisible en qué el poder deriva de las personas y pertenece a las personas como comunitarios de ciudadanos libres e iguales. Las personas ejercita este poder a través de la elección de representantes y a través de decisión directa.
En el Artículo 3 se dice: estado de libertad, derechos iguales, e igualdad nacionales de géneros, amor de paz, justicia social, respeto para derechos humanos, inviolabilidad de propiedad, conservación de naturaleza y el entorno, la regla de ley, y un sistema democrático multipartidista son los valores más altos del orden constitucional de la República de Croacia y la tierra para interpretación de la Constitución.
En el Artículo 12 se dice: la lengua oficial del país es el croata y que en algunas áreas, junto con la lengua croata, hay otras lenguas como cirílicos o cualquiera otra lengua legal puede ser utilizada.

### Protección de derechos humanos y libertades fundamentales
Este capítulo trata sobre los derechos humanos generales, Libertades Personales y Políticas y Derechos y Económicos, Derechos Sociales y Culturales.
Todos son iguales antes de la ley a toda costa, color, género, lengua, religión, político u otra creencia, origen nacional o social, propiedad, nacimiento, educación, estado social u otras características.
En el Artículo 21 se dice: el estado defiende que cada ser humano tiene derecho inalienable de vivir de manera correcta, así no hay ninguna pena capital en la República de Croacia. Que la libertad de mercado es la base del sistema económico. En este capítulo el Banco Nacional está definido como el órgano central de las finanzas el cual es independiente en su trabajo de la política monetaria que hace y responsable al Parlamento croata.

### Organización de Gobierno
El parlamento croata está definido como el cuerpo representativo del pueblo, titular del poder legislativo. La función más importante del parlamento es hacer leyes y enmendar la Constitución.
El presidente de la República de Croacia representa al país en el interior y ante el extranjero. Cuida del funcionamiento regular, armónico y estable del gobierno estatal y es responsable de la defensa, de independencia y la integridad territorial del país. Es elegido directamente por el pueblo, para un mandato de 5 años, con un límite máximo de dos mandatos. La tarea más importante de la Presidenta es ser Comandante en Jefe de las fuerzas armadas, y para gobernar durante el estado de guerra, cuando podrá emitir decretos con fuerza de ley.
El Gobierno de la República de Croacia ejerce el poder ejecutivo. El Gobierno consta de Primer ministro y ministros. Presidente de la república encarga la formación de Gobierno a la persona que, según la distribución de los escaños en el Parlamento croata, disfruta de la confianza de la mayoría de sus miembros. La función principal del Gobierno es proponer legislación, ejecutar las leyes, determinar las políticas interior y exterior, dirigir la administración estatal y un promover el desarrollo económico. El Gobierno es responsable ante el parlamento croata, el cual puede otorgar su confianza o aprobar una moción de censura.
El poder judicial está ejercido por tribunales independientes y autónomos. El tribunal supremo es el tribunal de más alto rango y asegura la aplicación uniforme e igualitaria de la ley. El presidente del Tribunal Supremo es propuesto por el presidente de la República y ratificado por el Parlamento croata para un plazo de 4 años. La oficina judicial es permanente. Los jueces están elegidos por el Consejo Judicial Nacional. El Consejo Judicial Nacional consta de 11 miembros elegidos por el Parlamento de entre jueces, abogados y profesores universitarios de ley. La mayoría de los miembros del Consejo Judicial Nacional son jueces.
La fiscalía es autónoma del cuerpo judicial. Tiene facultades para proceder en contra de quienes cometan delitos y otras ofensas, para emprender medidas legales para protección de la propiedad de la República de Croacia y para proporcionar remedios legales para protección de la Constitución y ley. El fiscal general de la República de Croacia será nombrado por el Parlamento para un plazo de 4 años.

### El Tribunal Constitucional de la República de Croacia
El Tribunal Constitucional consta de 13 jueces elegidos por el parlamento para un plazo de 8 años de entre juristas notables, especialmente jueces, fiscales, abogados y profesores universitarios de ley.
La función principal del Tribunal es para decidir en la conformidad de leyes y el control de la Constitución, para decidir entre disputas entre el legislativos, ejecutivo y ramas judiciales, para decidir en la destitución del presidente de la república, para supervisar y prohibir partidos políticos y para supervisar la constitucionalidad y legalidad de elecciones y referéndums nacionales.
El Tribunal Constitucional de la República de Croacia derogará una ley si considera que es inconstitucional. Al revisar la legislación, el tribunal a menudo se basa en la llamada identidad constitucional croata y en la identidad nacional croata.

### Autogobierno local y regional
Los municipios y las ciudades son unidades de autogobierno local que llevan a cabo los asuntos de jurisdicción local mediante los cuales se satisfacen directamente las necesidades de los ciudadanos, y en particular los asuntos relacionados con la organización de localidades y viviendas, área y planificación urbana, servicios públicos, cuidado de niños, bienestar social, servicios de salud primaria, educación y escuelas primarias, cultura, educación física y deportes, protección al cliente, protección y mejora del medio ambiente, protección contra incendios y defensa civil.
Los condados son unidades de autogobierno regional que llevan a cabo los asuntos de importancia regional, y en particular los asuntos relacionados con educación, servicios de salud, área y planificación urbana, desarrollo económico, tráfico e infraestructura de tráfico y el desarrollo de una red de educación, salud , instituciones sociales y culturales.
La ciudad capital de Zagreb puede atribuirse el estado de un condado por la ley.

### Relaciones internacionales
Los acuerdos internacionales se concluyen según la naturaleza y el contenido del acuerdo internacional, dentro de la autoridad del Parlamento croata, el presidente de la República y el Gobierno de la República de Croacia. Los acuerdos internacionales que impliquen la aprobación de enmiendas a las leyes, los acuerdos internacionales de carácter militar y político y los acuerdos internacionales que comprometan financieramente a la República de Croacia estarán sujetos a la ratificación del Parlamento croata. Los acuerdos internacionales celebrados y ratificados de conformidad con la Constitución y hechos públicos, y que están en vigor, formarán parte del ordenamiento jurídico interno de la República de Croacia y estarán por encima de la ley en términos de efectos jurídicos.
El procedimiento para la asociación de la República de Croacia en alianzas con otros Estados puede ser instituido por al menos un tercio de los representantes del Parlamento croata, el presidente de la República y el Gobierno de la República de Croacia. Está prohibido iniciar cualquier procedimiento para la asociación de la República de Croacia en alianzas con otros estados si dicha asociación conduce, o podría conducir, a la renovación de una comunidad del estado eslavo del sur o de cualquier tipo de estado de los Balcanes. Cualquier asociación de la República de Croacia se decidirá primero por el Parlamento croata por una mayoría de dos tercios de todos los representantes. Toda decisión relativa a la asociación de la República de Croacia se tomará en un referéndum por mayoría de votos del número total de electores en el Estado.
Las disposiciones de este artículo relativas a la asociación también se referirán a las condiciones y el procedimiento para la desvinculación de la República de Croacia.

### Enmiendas
Las enmiendas a la Constitución de la República de Croacia pueden ser propuestas por al menos un quinto de los miembros del Parlamento croata, el presidente de la República, el Gobierno de la República de Croacia y, por iniciativa popular, si las firmas son válidas por el 10 % del número total de votantes.
La decisión de enmendar la Constitución se tomará por mayoría de dos tercios de todos los miembros del Parlamento croata. En el caso de la iniciativa popular, se convoca un referéndum y la Constitución puede modificarse incluso sin el voto de la mayoría en el Parlamento.